# Eugorgia multifida
Eugorgia multifida är en korallart som beskrevs av Addison Emery Verrill 1870. Eugorgia multifida ingår i släktet Eugorgia och familjen Gorgoniidae. Inga underarter finns listade i Catalogue of Life.